# Avatar (computer)
 For alternative betydninger, se Avatar (flertydig). (Se også artikler, som begynder med Avatar)
En Avatar, ofte forkortet til Avi, er en grafisk repræsentation af en person eller figur på nettet.
Avatarer findes mange steder på Internettet. Oftest er de at finde i online fora, og instant messenger programmer i form af billeder. Et andet sted man dog også finder avatarer, er som 3D-figurer i MMORPGer og RPGer.
Derudover er der forskningsprojekter med avatarer som f.eks. de to fælles projekter AVASAG "Avatar-based voice assistant for automated sign translation", der er finansieret af BMBF (Forbundsministeriet for uddannelse og forskning) med henblik på større digital tilgængelighed, EMMA "Emotional Mobile Assistant" til støtte i tilfælde af psykologisk stress på arbejdspladsen og det fælles projekt EMMI "Empathic Human-Machine Interaction", der er finansieret af BMWi (Forbundsministeriet for økonomiske anliggender og energi) med henblik på at øge accepten af autonom kørsel.